# مایکل کپاکالا فرانسیس
مایکل کپاکالا فرانسیس (انگلیسی: Michael Kpakala Francis; ۱۲ فوریهٔ ۱۹۳۶ – ۱۹ مهٔ ۲۰۱۳) اسقف اعظیم کلیسای کاتولیک اهل لیبریا بود.
وی همچنین برندهٔ جوایزی همچون جایزه حقوق بشر رابرت اف. کندی شده‌است.

## زندگی‌نامه
فرانسیس در سال ۱۹۶۳ کشیش شد و در سال ۱۹۸۱ به مقام اسقف اعظم مونرویا رسید، وی به دلیل کهولت سن در سال ۲۰۱۱ از سمتش کناره‌گیری کرد. او اولین کشیش و بعد اسقف اعظم کلیسای کاتولیک برای صلح و عدالت در لیبریا بود.